# Línea Sur (Paraná)
Línea Sur fue una de las dos líneas de transporte urbano de pasajeros de la ciudad de Paraná, Argentina exclusivamente de Servicio Nocturno, era operada por Buses Paraná U.T.E. (Transporte Mariano Moreno S.R.L./ERSA Urbano) y pertenecía al Grupo 2.

## Recorrido

### Ramal Único: Terminal de Ómnibus - Centro - Sudoeste - Sudeste - Sur
Ida (En Sentido Antihorario): Desde Dr. Ruíz Moreno y Av. Francisco Ramírez, Av. Francisco Ramírez, Gualeguaychú, Bavio, Libertad, Montevideo, Diamante, Florencio Sánchez, Ituzaingó, Selva de Montiel, Los Ceibos, Don Segundo Sombra, Enrique Acebal, Casiano Calderón, Burmeister, E. de Sosula, Los Chanas, Facundo, Los Jacarandaes, Gral. Galán, Selva de Montiel, J. M. Gutiérre, Gral. Paz, Gral. Galán, Av. Ejército Argentino, Monte Caseros, Enrique Carbó, Gral. Belgrano, Salta, Colón, La Rioja, Gral. Urquiza, Av. Francisco Ramírez hasta Dr. Ruíz Moreno.
Vuelta (En Sentido Horario): Desde Av. Francisco Ramírez y Dr. Ruíz Moreno, Av. Francisco Ramírez, Dean J. Álvarez, Av. Almafuerte, Juan Garrigó, Provincias Unidas, Av. Pedro Zanni, Hernandarias, Caputto, Av. Jorge Newbery, Av. Pedro Zanni, Miguel David, Juan Garrigó, O'Higgins, Gral. Artigas, Santos Domínguez, División de los Andes, Provincias Unidas, Av. Francisco Ramírez, Pablo Crauzas, Av. de las Américas, El Paracao, Gral. Alvarado, Gral. Tomás Guido, Gral. Espejo, Pronunciamiento, Pascual Palma, Bv. Racedo, Gral. Belgrano, Enrique Carbó, President Perón, Santa Cruz, Rosario del Tala, San Luis, Colón, Av. Francisco Ramírez hasta Dr. Ruíz Moreno.

## Puntos de Interés dentro del recorrido
- Terminal de Ómnibus
- Hospital San Martín
- Casa de Gobierno
- Plaza Sáenz Peña
- Plaza Alberdi
- Hospital Materno-Infantil "San Roque"
- Barrio Las Flores
- Barrio La Floresta
- Barrio San Agustín
- Barrio San Agustín
- Barrio Paraná XIII
- Barrio Paraná XVI
- Barrio Anacleto Medina Norte
- General Paz y Gutiérrez
- Av. Almafuerte y Juan Garrigó
- Juan Garrigó y Provincias Unidas
- Barrio Gazzano
- Hernandarias y Salvador Caputto
- Barrio Mosconi II
- Av. Jorge Newbery y Av. Pedro Zani
- Barrio Parque Mayor
- Gral. Artigas y Provincias Unidas
- Plaza España
- Barrio Rocamora I
- Barrio Villa Mabel
- Barrio Lomas del Sur
- Av. de las Américas y El Paracao
- Hospital de la Baxada
- Barrio Manuel Belgrano